# Olimpíada Internacional de Linguística

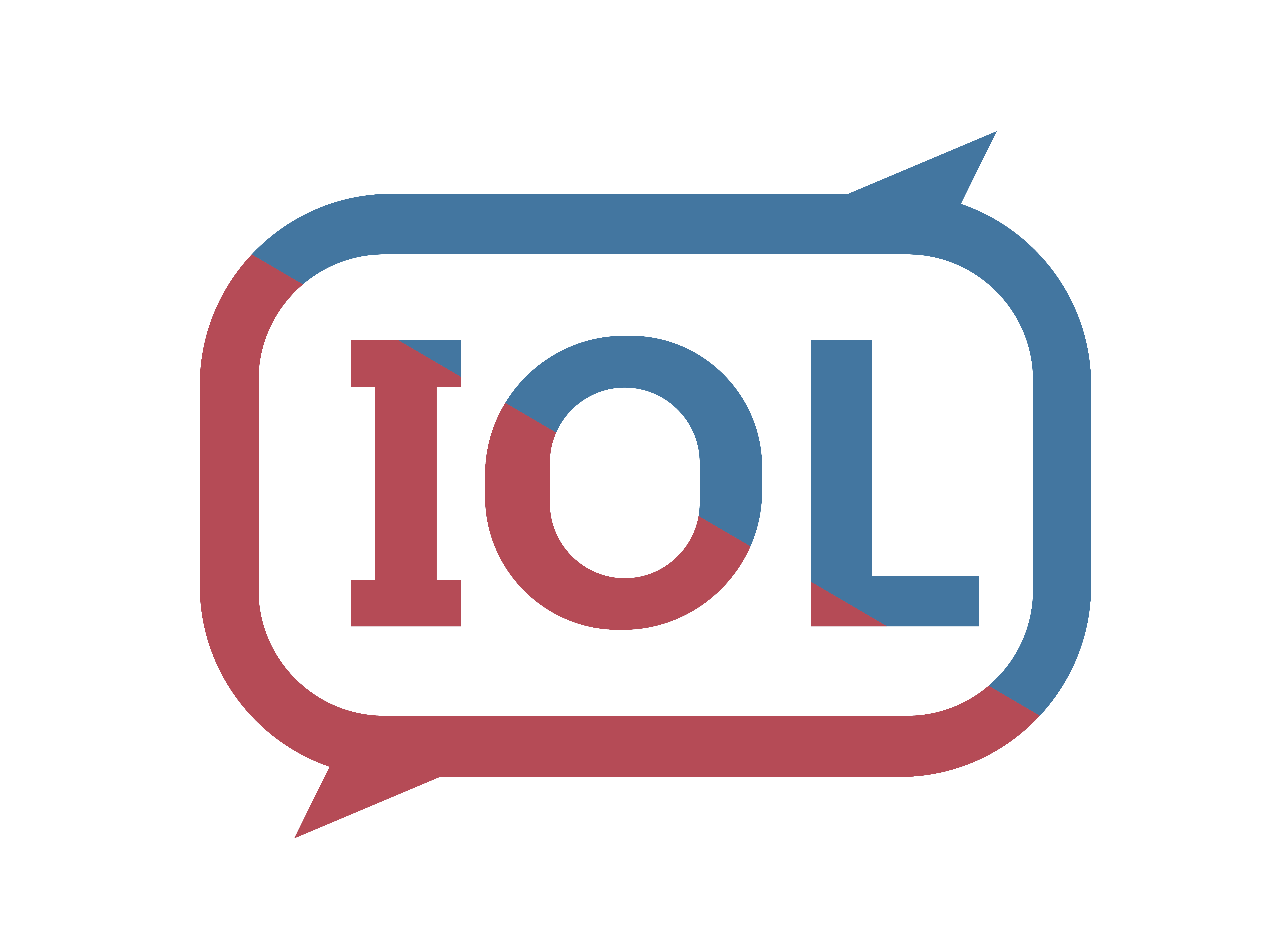
Logo da IOL

A Olimpíada Internacional de Linguística (International Linguistics Olympiad ou simplesmente IOL) é uma olimpíada de linguística que ocorre anualmente, em local itinerante, destinada a estudantes do ensino médio de diferentes países. A primeira edição desse evento ocorreu em 2003, em Bórovets, na Bulgária, com a participação de oito países. Dois países, a Bulgária e a Rússia, já sediaram o torneio em mais do que uma oportunidade. O Brasil participa desde 2011, por meio da Olimpíada Brasileira de Linguística.

## Formato de disputa
Um diferencial do torneio consiste no formato da competição, que abrange paralelamente a disputa individual e a entre as equipes nacionais. O programa das avaliações consiste de linguística matemática, teórica e descritiva. Como é frequente em olimpíadas científicas, os problemas são traduzidos para a língua materna de cada estudante de modo a não viciar os resultados.

### Competição individual
A prova individual é composta por 5 questões que devem ser resolvidas em até 6 horas. Idealmente, as questões devem abranger as mais diversas áreas da linguística, como fonética, fonologia, morfologia, semântica, sintaxe, entre outras.

### Competição por equipes
A prova por equipes é formada por uma questão única, cuja resolução deve ser extremamente difícil e bastante demorada. Cada equipe, em geral formada por 4 estudantes, tem 3 horas para resolver o problema formulado.

## Temas
As línguas e temas já abordados na IOL foram:
- IOL1: Individual: Álgebra Transcedental de Jacob Linzbach, aritmética árabe, datas em basco, sentenças em adigue, prefixos verbais em francês. Equipe: relações entre tocariano A, tocariano B e prototocariano, uso de índices para possessivo e verbos performativos.
- IOL2: Individual: sentenças em caiapó, traduções para o inglês, mudanças fonéticas do latim, palavras em lakota e verbos em tchuvache. Equipe: diálogo em armênio.
- IOL3: Individual: sentenças em tsotsil, semântica em langu, numerais mansi, posse em iorubá, tônicas em lituano. Equipe: falas em figuig.
- IOL4: Individual: sentenças em lakota, plurais em catalão, escrita khmer, posse em udihe e sentenças em ngoni. Equipe: língua de sinais americana (ASL).
- IOL5: Individual: escrita em braille, negação em movima, formas verbais em georgiano, numerais ndom e as correspondências entre turco e tártaro. Equipe: termos genealógicos em havaiano.
- IOL6: Individual: fonética do micmac, poesia em língua nórdica antiga, semântica e comparações entre drehu e cemuhi, morfologia zoque e sentenças em inuktitut. Equipe: comparação entre mandarim e cantonês.
- IOL7: Individual: numerais em sulka, escrita n'ko em maninka e bamana, nomes em birmanês, tônicas indo-europeias e sentenças em nahuatl. Equipe: textos em vietnamita.
- IOL8: Individual: verbos em buduque, numerais drehu, semantografia, sequenciamento de mRNA e comparação de dois dialetos do romanche. Equipe: dicionário em mongol.
- IOL9: Individual: morfologia menomini, ortografia feroesa, sintaxe vai, semântica nahuatl e estrutura de códigos de barras da família EAN-13. Equipe: métrica de poesia em sânscrito.
- IOL10: Individual: sintaxe de dyirbal, numerais umbu-ungu, pronomes bascos, ordem sintática em teop e semântica do rotumano. Equipe: escrita lao.
- IOL11: Individual: morfologia yidiny, semântica do iucaguir da tundra, fonologia do pirahã, sintaxe da língua muna e telepatia baseada na língua inglesa. Equipe: escrita na língua georgiana usando o alfabeto nuskhuri.
- IOL12: Individual: formas verbais da língua benabena, dual e plural em kiowa, relações familiares em tangut, sintaxe da língua engenni e morfologia gbaya. Equipe: correspondência da Declaração Universal dos Direitos Humanos em armênio e português.
- IOL13: Individual: numerais em nahuatl e arammba, formas verbais em cabardiano, algoritmo Soundex, sentenças em wambaya e métrica masafo de poesias em somali. Equipe: dicionário em soto do norte.
- IOL14: Individual: localização geográfica na língua aralle-tabulahan, hieroglifos luvitas, sintaxe da língua núbia kenzi, semântica iatmül e morfologia jacaru. Equipe: correspondência entre pronúncia e escrita na língua taa.
- IOL15: Individual:  igualdades aritméticas na língua birom, possessivos em abui, sintaxe em kimbundu, escrita khom da língua laven morfologia madak. Equipe: correspondência de emojis e indonésio.
- IOL16: Individual: tônicas na língua creek, sintaxe na língua hakhum, flexões em terena, formas numéricas em arapesh das montanhas (bukiyip) e relações familiares akan. Equipe: mudanças regulares entre as línguas indígenas brasileiras Mẽbêngôkre, Xavante and Krĩkatí.
- IOL17: Individual: expressões em yonggom, cores de yurok, persa médio na ortografia pálavi dos livros, a reduplicação em tarangan ocidental, os dias da semana e dêiticos temporais em nooni. Equipe: símbolos usados por juízes na ginástica rítmica.
- IOL18: Individual: numerais em ekari, semântica da língua zuni, sentenças em kilivila, criptoleto agbirigba baseado na língua ikwerre e sentenças em rikbaktsa. Equipe: frases em garífuna, lokono e galibi e relações entre as línguas.
- IOL19: Individual: morfologia verbal em ubykh, sentenças em alabama, sintaxe da língua nǀuuki, relações familiares em arabana e mudanças históricas em palavras do protochâmico. Equipe: análise de textos na língua manchu.
- IOL20: Individual: morfologia verbal da língua xinca de Guazacapán, sentenças envolvendo posse em apurinã, sintaxe da línguas marind da costa e de cree das planícies e numerais em supyire. Equipe: análise de vocábulos de dicionário em murrinh-pata.

## Sedes da IOL
Os seguintes países sediaram a IOL:
| #  | Ano  | Cidade          | País           | Data                                        | N⁰ Países                                   | N⁰ Partic.                                  | Sítio web                                       | Problemas                                   |
| -- | ---- | --------------- | -------------- | ------------------------------------------- | ------------------------------------------- | ------------------------------------------- | ----------------------------------------------- | ------------------------------------------- |
| 1  | 2003 | Borovets        | Bulgária       | 6-12 set                                    | 6                                           | 33                                          | Link                                            | Link                                        |
| 2  | 2004 | Moscou          | Rússia         | 31 jul - 2 ago                              | 7                                           | 43                                          | Link                                            | Link                                        |
| 3  | 2005 | Leiden          | Países Baixos  | 8-12 ago                                    | 9                                           | 50                                          | Link                                            | Link                                        |
| 4  | 2006 | Tartu           | Estónia        | 1-6 ago                                     | 9                                           | 51                                          | Link                                            | Link                                        |
| 5  | 2007 | São Petersburgo | Rússia         | 31 jul - 4 ago                              | 9                                           | 61                                          | Link                                            | Link                                        |
| 6  | 2008 | Costa do Sol    | Bulgária       | 4-9 ago                                     | 11                                          | 63                                          | Link Arquivado em 2012-03-25 no Wayback Machine | Link                                        |
| 7  | 2009 | Breslávia       | Polónia        | 26-31 jul                                   | 17                                          | 86                                          | Link                                            | Link                                        |
| 8  | 2010 | Estocolmo       | Suécia         | 19-24 jul                                   | 18                                          | 99                                          | Link                                            | Link                                        |
| 9  | 2011 | Pitsburgo       | Estados Unidos | 24-30 jul                                   | 19                                          | 102                                         | Link Arquivado em 2013-06-30 no Wayback Machine | Link                                        |
| 10 | 2012 | Liubliana       | Eslovênia      | 29 jul - 4 ago                              | 26                                          | 131                                         | Link Arquivado em 2013-06-30 no Wayback Machine | Link                                        |
| 11 | 2013 | Manchester      | Reino Unido    | 22-26 jul                                   | 26                                          | 138                                         | Link                                            | Link                                        |
| 12 | 2014 | Beijing         | China          | 21-25 jul                                   | 28                                          | 152                                         | Link                                            | Link                                        |
| 13 | 2015 | Blagoevgrad     | Bulgária       | 20-24 jul                                   | 29                                          | 166                                         | Link Arquivado em 2017-05-19 no Wayback Machine | Link                                        |
| 14 | 2016 | Mysore          | Índia          | 25-29 jul                                   | 31                                          | 167                                         | Link                                            | Link                                        |
| 15 | 2017 | Dublin          | Irlanda        | 31 jul - 4 ago                              | 29                                          | 180                                         | Link                                            | Link                                        |
| 16 | 2018 | Praga           | Chéquia        | 25-31 jul                                   | 29                                          | 192                                         | Link                                            | Link                                        |
| 17 | 2019 | Yongin          | Coreia do Sul  | 29 jul - 2 ago                              | 35                                          | 209                                         | Link                                            | Link                                        |
| –  | 2020 | Ventspils       | Letónia        | Cancelada por causa de pandemia de COVID-19 | Cancelada por causa de pandemia de COVID-19 | Cancelada por causa de pandemia de COVID-19 | Cancelada por causa de pandemia de COVID-19     | Cancelada por causa de pandemia de COVID-19 |
| 18 | 2021 | Ventspils       | Letónia1       | 19-23 jul                                   | 34                                          | 216                                         | Link                                            | Link                                        |
| 19 | 2022 | Castletown      | Ilha de Man    | 25-29 jul                                   | 32                                          | 185                                         | Link                                            | Link                                        |
| 20 | 2023 | Bansko          | Bulgária       | 22-28 jul                                   | 38                                          | 205                                         | Link                                            | Link                                        |
| 21 | 2024 | Brasília        | Brasil         | 23-31 jul                                   | 38                                          | 206                                         | Link                                            | Link                                        |
| 22 | 2025 | Taipé           | Taiwan         |                                             |                                             |                                             |                                                 |                                             |

1. a  A competição aconteceu de forma remota.

## Participação do Brasil
O Brasil participa da IOL desde 2011, com time selecionado pela Olimpíada Brasileira de Linguística. Os times foram:
Kytã (Pitsburgo , 2011)
Time Itararé
- André Amaral de Sousa (São Paulo )
- Rafael Kazuhiro Miyazaki (São Paulo )
- Pedro Neves Lopes (São Paulo )
- Nicolas Seoane Miquelin (Santo André )

Time Suassuna
- Ivan Tadeu Ferreira Antunes Filho (Lins )
- Marvin Ariel Dias Santos (Lagarto )
- Raphael Levi Ruscio de Castro Teixeira (São Paulo )

Noke Vana (Liubliana , 2012)
- Ivan Tadeu Antunes Filho (Lins ) — medalha de prata 🥈
- Marvin Ariel Dias Santos (Lagarto )
- Pedro Neves Lopes (São Paulo ) — medalha de bronze 🥉
- Rafael Kazuhiro Miyazaki (São Paulo ) — menção honrosa; melhor solução da questão 2 (numerais umbu-ungu) 🏵️

Paraplü (Manchester , 2013)
- Gabriel Alves da Silva Diniz (São Paulo ) — medalha de ouro 🥇; melhor solução da questão 5 (telepatia) 🏵️
- Marvin Ariel Dias Santos (Lagarto )
- Murilo Dória Guimarães (São Paulo ) — menção honrosa
- André Navarro Barros (São Paulo ) — menção honrosa

Vina (Beijing , 2014)
- Gabriel Alves da Silva Diniz (São Paulo ) — menção honrosa
- Jesse Leonardo Justino Candido (Ourinhos )
- Leandro Cavalcanti Silva (Belo Horizonte )
- Arthur Oliveira Vale (Recife )

Òkun (Mysore , 2016)
- Ana Beatriz Rodrigues de Carvalho Nunes (Rio de Janeiro )
- Bruno Kenzo Ozaki (São Paulo ) — medalha de bronze 🥉
- Davi Kumruian (São Paulo )
- Takerou Hayashi Sato (Sorocaba )

Ñanduti (Dublin , 2017)
- Gustavo Palote da Silva Martins (Londrina ) — menção honrosa
- Thiago Lucas Faustino da Silva (Itumbiara )
- Cynthia Lacroix Herkenhoff (Vitória )
- Pedro Lopes Bouças (Valinhos )

Mărgele (Praga , 2018)
Time Pães
- Artur Corrêa Souza (Porto Alegre ) — melhor solução da questão 3 (morfologia terena) 🏵️
- Brendon Diniz Borck (Fortaleza )
- Jade Yarden Steinmetz (São Paulo )
- Pedro Marinho Rocha (Lauro de Freitas ) — menção honrosa

Time Pões
- Ana Luiza Nunes (São Gotardo )
- Catarina de Freitas Oliveira (Fortaleza )
- Gustavo Palote da Silva Martins (Londrina ) — medalha de prata 🥈
- João Henrique Oliveira Fontes (Rio de Janeiro ) — medalha de bronze 🥉

+ medalha de bronze 🥉 na Prova de Equipes

Yora (Yongin , 2019)
Time Nhorõwa
- Antônio Luis Alves Azevedo (Rio de Janeiro )
- Gustavo Palote da Silva Martins (Londrina ) — medalha de prata 🥈
- João Henrique Oliveira Fontes (Rio de Janeiro ) — medalha de prata 🥈
- Sandy Gui (São Paulo )

Time Nhũrkwã
- Gustavo Baracat Alvares Martins (São Paulo )
- Julia Ramos Alves  (Vitória )
- Pedro Machado Martins Leão (Recife )
- Vinícius de Oliveira Peixoto Rodrigues (Fortaleza )

Ye'pâ-masa (2020)
O Brasil não enviou delegação neste ano por conta da pandemia de COVID-19.

Kubata (2021)
O Brasil não enviou delegação neste ano por conta da pandemia de COVID-19.

Mascate (Castletown , 2022)
Time Açaí
- Fernando César Gonçalves Filho (São Paulo ) — medalha de prata 🥈
- Leonardo Paillo da Silva (Fortaleza ) — menção honrosa
- Manoela Erothildes Teleginski Ferraz (Porto Alegre ) — menção honrosa
- Max Naigeborin (São Paulo ) — medalha de bronze 🥉

Time Guaraná
- Augusto Zanardi Creppe (Bauru )
- Bianky Nardy Lyrio Vargas dos Santos (São Paulo )
- Lai Netto Otsuka (São José dos Campos ) — menção honrosa
- Wesley Antônio Machado Andrade de Aguiar (Manaus ) — menção honrosa

Khipu (Bansko , 2023)
Time Bem-te-vi
- Everton Albuquerque de Oliveira (Fortaleza ) — medalha de bronze 🥉
- Leonardo Torres Silva (Fortaleza ) — medalha de ouro 🥇
- Leonardo Paillo da Silva (Fortaleza ) — medalha de ouro 🥇
- Manoela Erothildes Teleginski Ferraz (Porto Alegre ) — medalha de bronze 🥉

Time Quero-quero
- Carolina Quadros Motta Bastos (São José dos Campos ) — menção honrosa
- João Pedro Alves Ferreira (Valinhos ) — medalha de bronze 🥉
- Luiz Satoshi Yunomae Oikawa (Fortaleza ) — medalha de bronze 🥉
- Teresa Lage (Belo Horizonte ) — medalha de bronze 🥉

+ menção honrosa na Prova de Equipes

Abya Yala (Brasília , 2024)
Time Kûarasy
- Paulo Portela — menção honrosa
- Pedro Rocha
- João Guilherme Camilo
- Sócrates Souto

Time Îasy
- Felipe Moraes Barros — medalha de prata 🥈
- Daiki Ando
- Luisa Ramscheid Güntert
- Giovanna Longo

Domu (Taipé , 2025)
Time Fêsãw
- Giovanna Maria Monteiro Longo
- Daniel Agi Pigini — medalha de bronze 🥉
- Rafael Daiki Ando — menção honrosa
- Felipe Araújo Moraes Barros

Time Kiorĩpê
- Marina Troccoli De Carvalho
- Lucas Cavalcante Menezes — menção honrosa
- João Guilherme Camilo Azevedo — menção honrosa
- Sócrates Souto Nonino De Carvalho — menção honrosa